# Nepaledanda
Nepaledanda (nep. नेपालेडाँडा) – gaun wikas samiti we wschodniej części Nepalu w strefie Kośi w dystrykcie Bhojpur. Według nepalskiego spisu powszechnego z 2001 roku liczył on 735 gospodarstw domowych i 3418 mieszkańców (1767 kobiet i 1651 mężczyzn).